# Il Golem - Come venne al mondo
Il Golem - Come venne al mondo (Der Golem, wie er in die Welt kam) è un film muto del 1920 diretto da Carl Boese e da Paul Wegener, che ne è anche interprete. Nel corso degli anni è stato presentato anche con i titoli Der Golem wie in die Welt kam; Il golem; Bug uomo d'argilla e Bug, l'uomo d'argilla.
Il film rappresenta l'antefatto del film perduto del 1915 Der Golem ed è la terza pellicola girata da Wegener sul tema, l'unica ad essere sopravvissuta.

## Trama
Nel XVI secolo la comunità ebraica di Praga è sistematicamente vittima di pogrom. Per proteggere il suo popolo dai soprusi, il rabbino Jehuda Löw infonde la vita in una creatura di argilla, il golem, mediante antichi rituali magici.
L'enorme mostro antropomorfo risponde agli ordini del suo creatore, ma la sua incontrollabile forza rende arduo il suo controllo.
Quando l'innamoramento della creatura la porta definitivamente fuori controllo, si scatena nel ghetto la caccia al golem: la creatura è infatti facilmente riducibile nuovamente a un ammasso inerte di argilla mediante la rimozione di un pendaglio contenente la scritta aemaeth (verità, secondo la leggenda originale), applicato dal rabbino durante il rito.
Il pendaglio è difeso strenuamente dal golem stesso, finché nel suo girovagare si imbatte in un gruppo di scolari festosi, che non intuendo la sua pericolosità lo avvicina e lo distrae. Quando una bimba afferra per gioco il suo pendaglio pone inaspettatamente fine al sortilegio, tra il sollievo generale dei rabbini nel frattempo accorsi.

## Scenografia
Autore dei disegni delle scenografie fu l'architetto Hans Poelzig. Egli eseguiva gli schizzi che poi sua moglie Marlene Poelzig, scultrice, trasformava in grandi bozzetti di creta particolareggiati. Gli ambienti da lui creati appaiono misteriosi e fantastici, pur alludendo ai ghetti abitati dagli ebrei nelle città europee: edifici gotici, case dalle cuspidi aguzze, molto alte e molto strette che assomigliano ai cappelli a punta degli ebrei. Negli interni troviamo "architetture antropomorfe": una scala a chiocciola a forma di orecchio, volte carnose nella camera della figlia del rabbino Miriam, nervature, ogive.

## I trucchi tecnici
Carl Boese, co-regista, racconta che per la realizzazione del film utilizzarono trucchi tecnici, chimici e fisici; le sovrimpressioni erano preparate ed eseguite nella stessa macchina da presa al momento delle riprese. Il film fu girato con una macchina da presa Debrie (Parvo) normale. Per filmare i raggi di sole che avrebbero dovuto, secondo la scenografia disegnata da Poelzig, cadere verticali dalla finestra sul laboratorio del rabbino e creare l'effetto del pulviscolo, collocarono lo studio che allora era di vetro, in modo tale che captasse i veri raggi del sole e per ottenere l'effetto del pulviscolo macinarono e sparsero polvere di mica. 
Altri difficili effetti speciali riguardarono l'evocazione del demonio, lo scoppio del temporale, i riflessi dei lampi sui visi degli attori, l'apparizione dei fantasmi, la mantellina che brucia, le parole che escono dalla bocca di una maschera demoniaca, l'animazione del golem. La macchina da presa era già mobile e poteva avanzare, indietreggiare, girare. Gli effetti luministici sono di derivazione del teatro di Max Reinhardt.